# Дејвид Макалистер
Дејвид Џејмс Макалистер (Западни Берлин, 12. јануар 1971) немачки је политичар. Посланик је Европског парламента од 2014. године.